# Jagdstaffel 27
A Jagdstaffel 27, conhecida também por Jasta 27, foi um esquadra de aeronaves da Luftstreitkräfte, o braço aéreo das forças armadas alemãs durante a Primeira Guerra Mundial. A primeira vitória da esquadra ocorreu a 3 de Junho de 1917 e a sua primeira baixa a 15 de Fevereiro de 1917. No total, a esquadra alcançou a marca de 134 vitórias aéreas. O seu maior ás foi Hermann Frommherz. Também um ás da esquadra, Hermann Goring foi comandante da mesma de 17 de Maio de 1917 a 28 de Julho de 1918, viria mais tarde a ser o chefe da força aérea alemã durante a Segunda Guerra Mundial, a Luftwaffe.

## Aeronaves
- Albatros D.III
- Albatros D.V
- Fokker DR.I
- Fokker D.VII